# آن در اونلی (فیلم ۱۹۷۵)
آن در اونلی (انگلیسی: Anne of Avonlea) یک فیلم بریتانیایی به عنوان دنباله آن در گرین گیبلز (مجموعه تلویزیونی ۱۹۷۲) بود که بر پایه رمان آن در اونلی به عنوان دنباله آن در گرین گیبلز نوشته لوسی ماد مونتگومری ساخته شد.